# Nigel Harris
Nigel Harris (* 1935) ist ein britischer Wirtschaftswissenschaftler. Sein Spezialgebiet sind die Wirtschaftswissenschaften von Ballungsräumen. Er ist emeritierter Professor für städtische Wirtschaftswissenschaften am University College London. Darüber hinaus ist er leitender Politikberater bei einer Denkfabrik, dem European Policy Centre in Brüssel, für das Thema Internationale Migration.
Er erhielt seinen B.A. und M.A. in den Fächern Philosophie, Politik und Wirtschaftswissenschaften in den Jahren 1959, bzw. 1962, und seinen Ph.D. (Thesis: Die wirtschaftliche und industrielle Politik der britischen Conservative Party, 1945-1964), in 1963, an der London School of Economics and Political Science.
Harris war zeitweilig ein leitendes Mitglied der britischen Socialist Workers Party und gab deren Druckwerk International Socialism heraus.
Zuletzt arbeitete er zu großen  Teilen für die World Bank. Öffentliche Bekanntheit erreichte er in Großbritannien durch seine Befürwortung und Verteidigung von Einwanderung, in Werken wie Thinking the Unthinkable: The Immigration Myth Exposed (2001) und er ist derzeit Mitglied des Migrationsausschusses der Royal Society of Arts.